# Lycée Hassan-II
Le lycée Hassan II est un établissement d'enseignement secondaire, situé à Rabat au Maroc.

## Historique
Créé en 1919, sous le nom du lycée Gouraud, il est le plus ancien établissement secondaire français au Maroc.
Remis aux autorités marocaines en octobre 1963, après l'ouverture du lycée Decartes à l'Agdal, le lycée Hassan II est désormais un lycée public qui accueille environ 1 500 étudiants. Il dispose d'un musée d'instruments de physique qui a été inauguré le 9 mars 1999 en présence de plusieurs ministres et hauts responsables.
Le lycée porte le nom du défunt roi du Maroc, Hassan II.

## Anciens enseignants
- Henry Bosco jusqu'en 1955[4].
- Gabriel Germain en 1948[5].
- Jean Gaston Mantel.
- Hassan Benaddi: professeur de philosophie[6].

## Quelques anciens élèves célèbres
- Mohamed Hassan Ouazzani, homme politique
- Mehdi Ben Barka, homme politique marocain
- Mohammed Aouad: homme politique.
- Ahmed Réda Guédira, homme politique marocain[7]
- Charles Jeantelot, auteur[8],[9]
- Abdelhak Tazi, homme politique marocain
- Abdelhak El Merini: historien, haut fonctionnaire et écrivain marocain
- Albert Sasson[10]
- Driss Benzekri, homme politique marocain[11]
- Mohammed Noureddine Affaya: universitaire et penseur marocain
- Lalla Salma Bennani, épouse du roi Mohammed VI [12]
- Yassine Drissi: directeur de l’information de la chaîne Al Aoula[13]
- Samid Ghailan, journaliste et animateur marocain
- Meryem Zaïmi, actrice marocaine
- Samia Erreimi, Linguiste